# Goggomobil

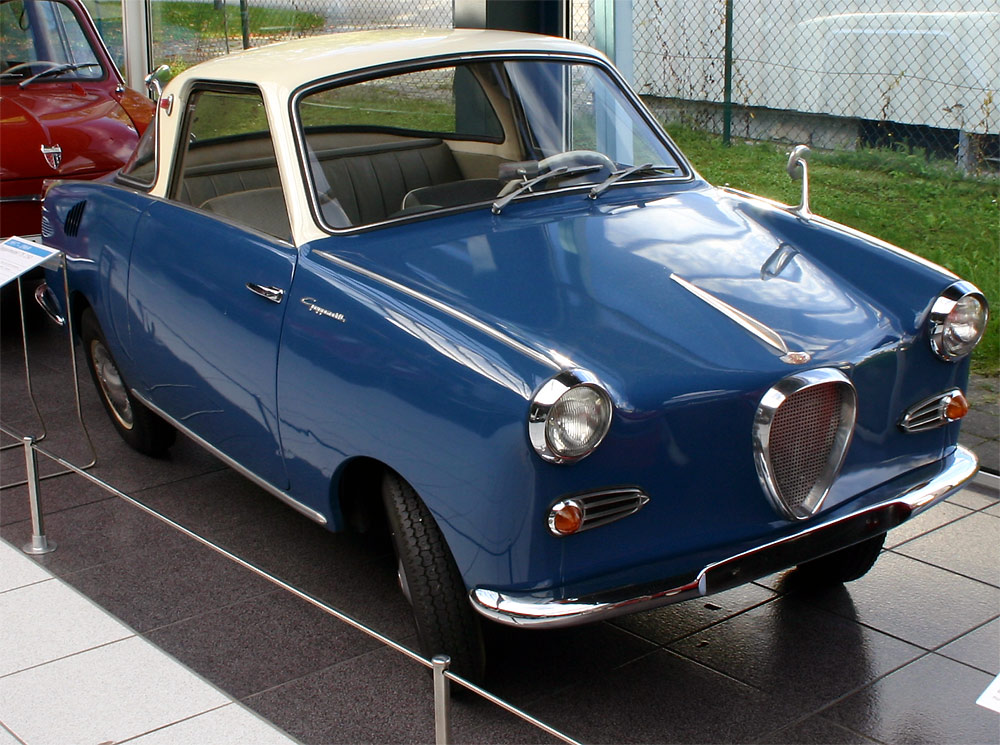
Goggomobil TS 250, el deportivo.

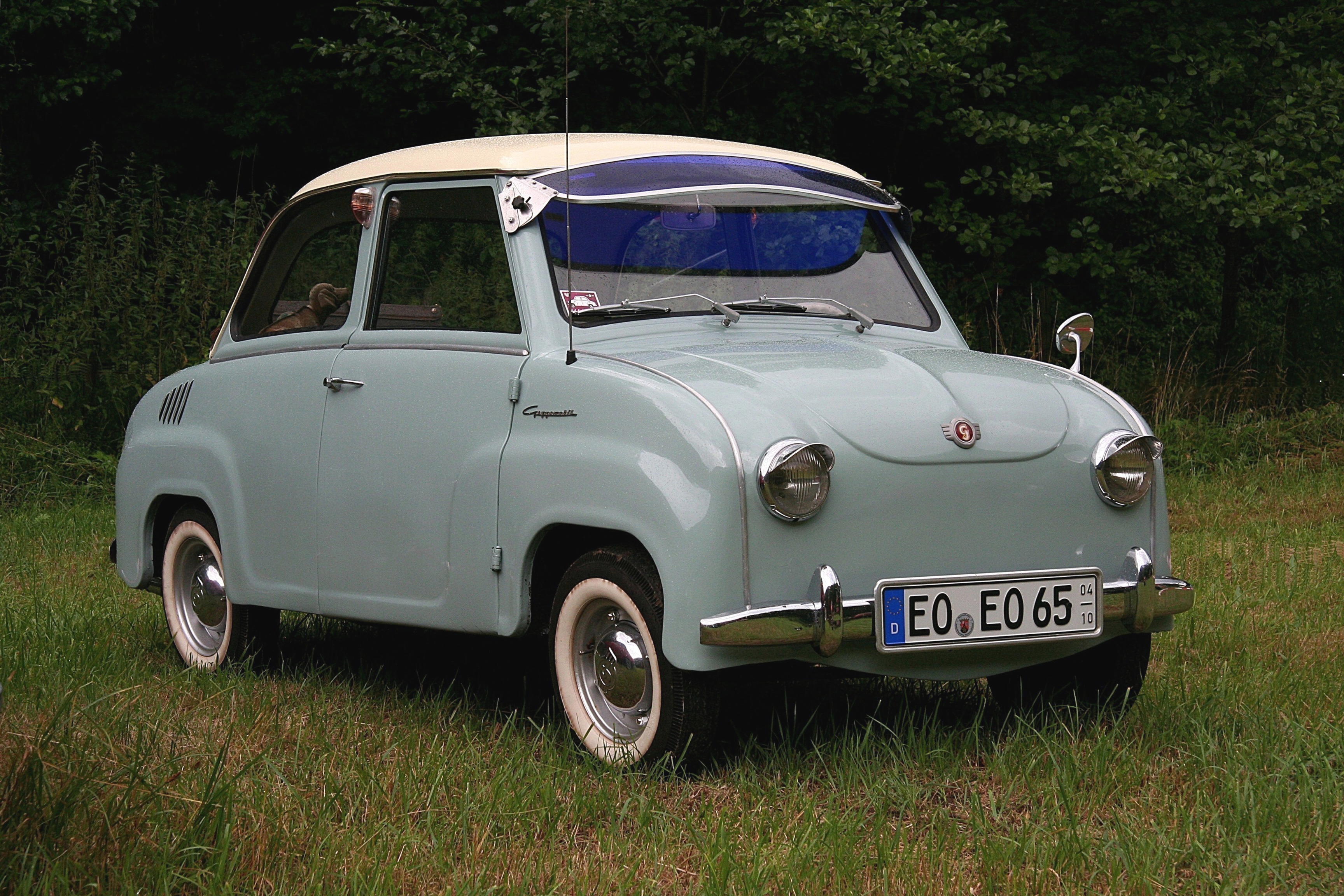
Goggomobil con accesorios que en su época estaban de moda.

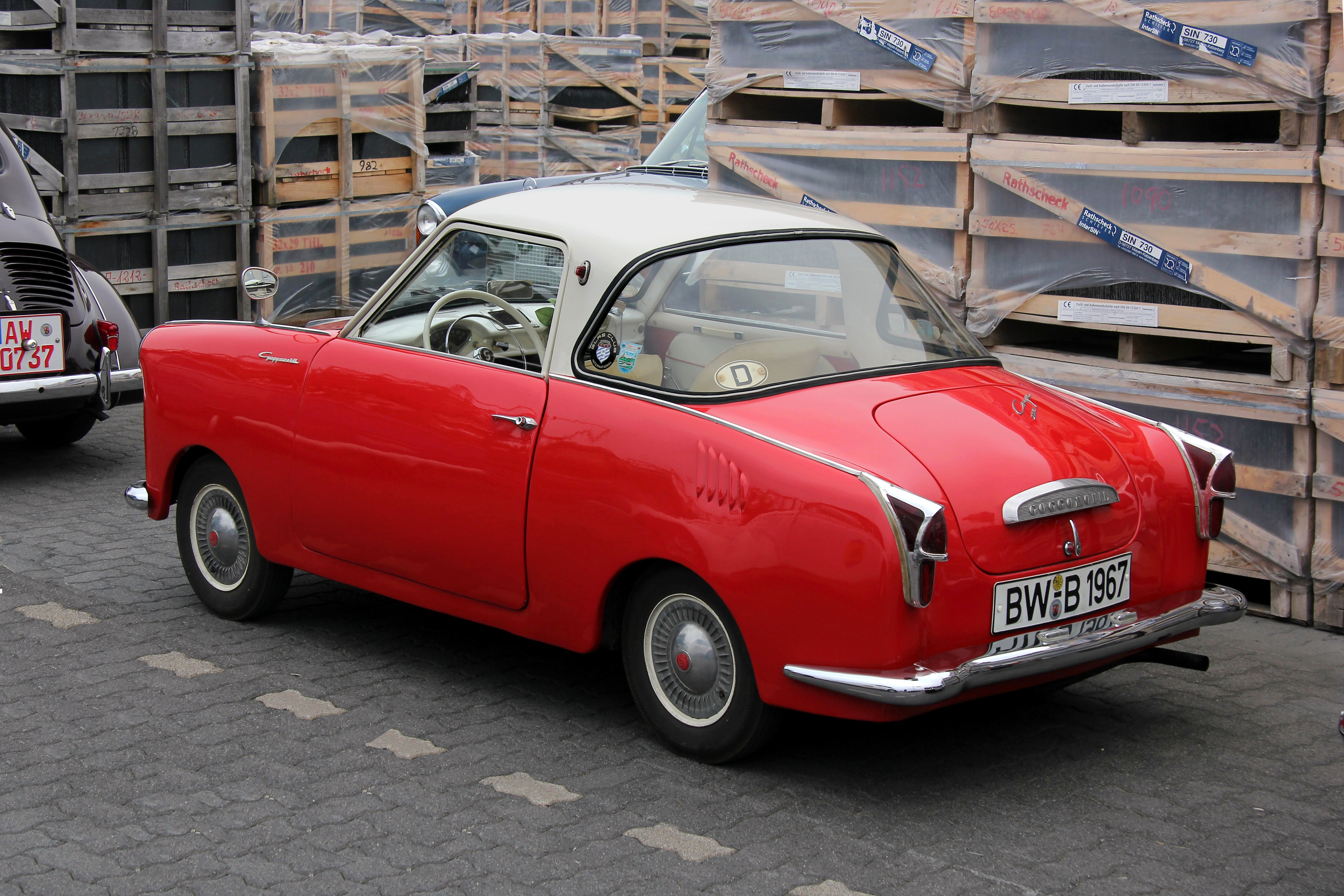
Goggomobil Coupé

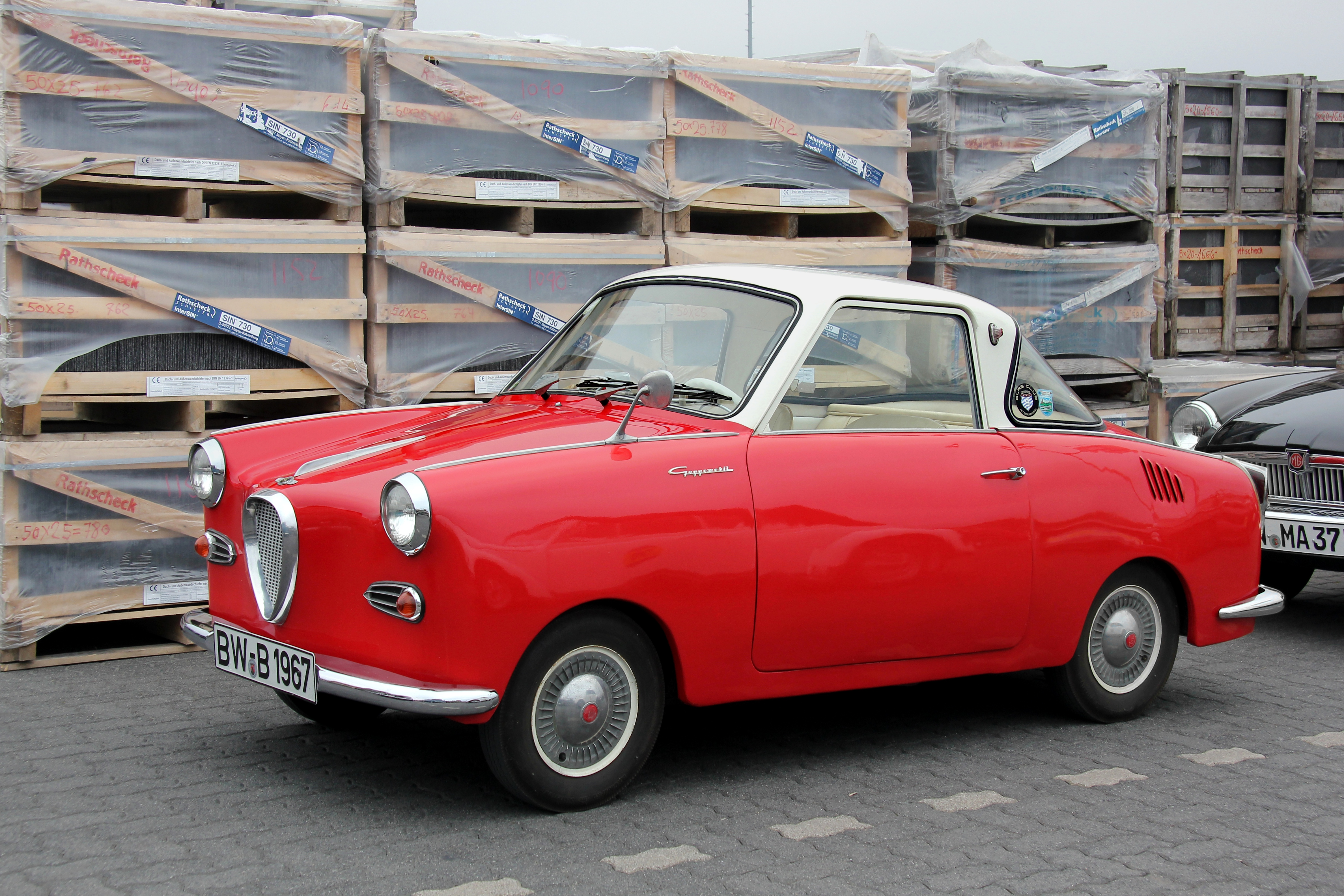
Goggomobil Coupé

El Goggomobil o Goggo es un microcoche de la empresa Hans Glas ubicada en Dingolfing (Alemania). Se mantuvo en producción entre 1954 y 1969.

## Historia
El Goggomobil se presentó en 1954 en la Exposición Internacional de Bicicletas y Motos (Internationale Fahrrad- und Motorrad-Ausstellung; IFMA) de Colonia -se podía conducir con un carné de moto- y los primeros modelos salieron de la línea de producción el 19 de enero de 1955. El precio era de unos 3500 marcos alemanes.
El modelo original del Goggomobil, el modelo llamado T, era básico, sin ningún extra posible. No fue sino hasta  1957 que se añadió el segundo limpiaparabrisas, así como ventanas que se podían abrir (inicialmente correderas, más tarde con manivela). A partir de ese año se fabricaron además de los motores de 250 cm³, otros de 300 y 400 cm³. En 1964 se realizaron más modificaciones, se modificó la puerta que tenía las bisagras en el montante B y se pusieron las bisagras delante, con lo que las puertas pasaron a abrirse hacia atrás. 
De 1957 a 1969 se produjo una versión deportiva (berlina) bajo el nombre TS. De 1957 a 1965 se realizó una furgoneta cerrada en base al Goggomobil, que también se podía comprar en versión abierta. La mayoría de la producción (aproximadamente 2000 unidades) se vendieron al servicio de correos alemán.
La producción se paró el 30 de julio de 1969, dos años y 6 meses después de que BMW comprara Hans Glas. En total se produjeron 284.491 unidades que llegaron a costar hasta 4.030 marcos. De ellos, 214.313 se fabricaron como limusinas, 66.511 como descapotables y 3.667 como furgonetas. Actualmente existen unos 2.500 Goggomobil funcionales.

## Modelos
- Goggomobil T (limusina)
- Goggomobil TS (deportivo)
- Goggomobil TL (furgoneta)

## Características técnicas
De tracción trasera y cuatro velocidades, tenía un motor de dos cilindros y dos tiempos. Dos puertas daban paso a cuatro asientos. Disponían de dirección por cremallera, frenos hidráulicos e instalación eléctrica de 12 voltios.

### Tamaño
- Limusina: 2,9 m longitud, 1,26 m anchura y 1,31 m altura
- Deportivo: 3,055 m longitud, 1,37 m anchura y 1,24 m altura
- Furgoneta: 2,91 m longitud, 1,32 m anchura y 1,70 m altura

### Motores
- 250 con un cubicaje de 0,245 litros y 13,6 CV
- 300 con un cubicaje de 0,293 litros y 14,8 CV
- 400 con un cubicaje de 0,392 litros y 18 CV (la versión para correos 20 CV)

### Peso
Limusina:
- T 250: 390 kg
- T 300: 410 kg
- T 400: 435 kg

Deportivo:
- TS 250: 420 kg
- TS 300: 420 kg
- TS 400: 430 kg

### Velocidad máxima
- T 250: 74 km/h, T 300: 90 km/h, T 400: 100 km/h
- TS 250: 84 km/h, TS 300: 95 km/h, TS 400: 105 km/h
- TL 250: 67 km/h, TL 300: 70 km/h, TL 400: 75 km/h

### Consumo
- T/TS 250: 4,4 l/100km, T/TS 300: 4,4 l/100km, T/TS 400: 4,95 l/100km
- TL 250: 4,8 l/100km, TL 300: 5,0 l/100km, TL 400: 5,2 l/100km

## Fabricación en otros países

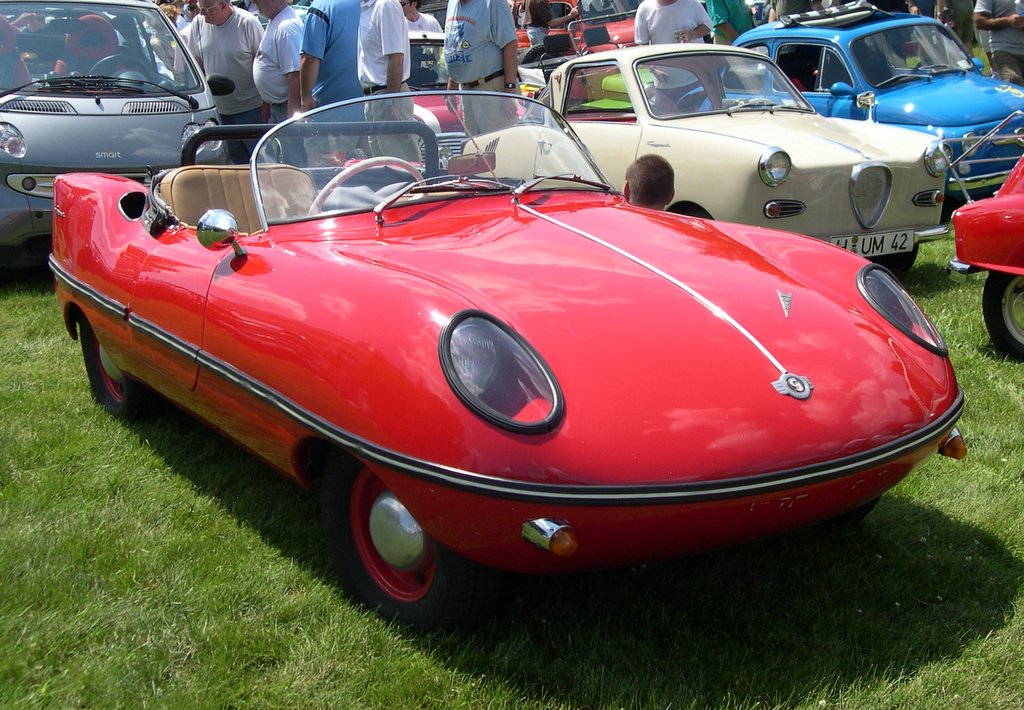
Goggomobil Dart de fabricación australiana.

Entre 1957 y 1961 la empresa Buckle Motors Pty Ltd de Sídney (Australia) fabricó unos 700 microcoches basados en el Goggomobil. Buckle Motors Pty Ltd era el importador oficial de Goggomobil en Australia. Fabricó los modelos Sedan de 350 y 400 cc, el Coupé, el Dart (un pequeño deportivo considerado por muchos el Goggomobil más bonito) y diversos tipos de furgonetas o van.
También se licenciaron motores para los microcoches húngaros Alba-Regia. Parece ser que también se fabricaron microcoches AWS (modelos Piccolo y Shopper) con los restos de piezas en stock de Goggomobil.
Los Goggomobil fueron copiados para producir los Mikrus (Polonia) 

### Producción en Argentina
En Argentina el Goggomobil se comercializó bajo el nombre de Isard. En 1958 la empresa Isard Argentina S.A. de San Andrés (provincia de Buenos Aires) comienza la fabricación del Goggomobil bajo licencia de Hans Glas.
El primer Isard T 300 saldría de la línea de producción hacia octubre de 1958, con motor de dos cilindros y 15 CV a 5000 rpm. Costaba aproximadamente $135.000. Más tarde se pasaría a fabricar también los modelos T 300, T 400 y TS 400. En total se producirían unas 1.132 unidades.
Los hermanos Paillot, concesionarios de Isard, emplearon el Isard T 300 en carreras en el autódromo de Buenos Aires.

### Producción en España

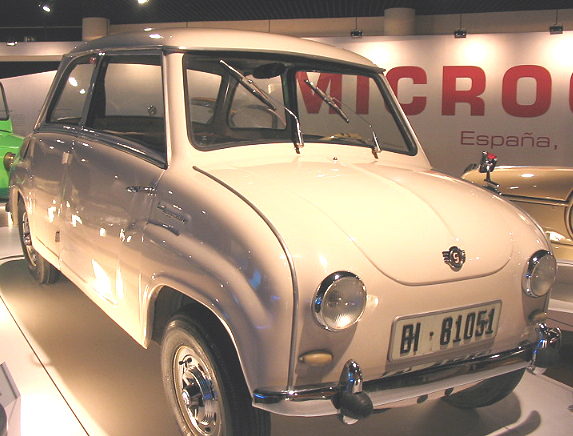
Goggomobil 400 S de fabricación española.

En 1957 Munguía Industrial, S.A., una empresa vasca, llega a acuerdos con Hans Glas para la producción del Goggomobil T 250. 
La producción comienza en 1962, en el que se fabricaron 1.100 unidades. En 1963 se fabricaron 2.100, en 1964 se vendieron 1.900 y en 1965 solo se produjeron 450 unidades. En 1965 se incorporó a la producción el modelo T 350 y la furgoneta. A principios del año 1966 toda la producción se centra en el Goggomobil 400 S, si bien solo se produjeron unas 550 unidades debido al stock de unidades no vendidas del año anterior.
Ya desde 1962, huelgas, problemas con los concesionarios y más tarde la competencia del SEAT 600 llevaron a la empresa a buscar alternativas a la producción del Goggomobil. Se contactó con Standard Triumph, con BMW y con Volkswagen, pero la oposición del Ministerio de Industria llevó las conversaciones al fracaso. También hubo conversaciones con Honda, pero finalmente sería Lambretta quien llegaría a un acuerdo.
El cierre de Munguía Industrial se produjo en 1966, debido a la falta de ventas del Goggomobil y a la falta de dinero para inversiones que hubieran permitido fabricar otros modelos.

#### Deporte
Existió un equipo oficial de competición (el primero desde los tiempos de Pegaso) liderado por Fernando Villamil que cosechó muchas victorias con Fernández y Buruaga en la categoría de turismo internacional. Entre sus triunfos cuentan la Prueba de Velocidad de Valencia, Castellón de la Plana, etc. y numerosos récord conseguidos en Madrid, Bilbao, Burgos, Valladolid, Salamanca, etc. También Salvador Cañellas corrió con un Goggomobil con motor DKW de aspecto algo galáctico, al que se le denominó "OVNI".
- Parte de este artículo proviene de La web de los microcoches españoles de la postguerra a los sesenta. (Para más información, véase la autorización.)